# Ittihad Khémisset
Ittihad Khémisset (arab. النادي القنيطري) – marokański klub piłkarski, mający siedzibę w mieście Al-Chamisat. Drużyna obecnie występuje w 2. lidze.

## Historia
Klub został założony w 1940. Po raz pierwszy awansował do 1. ligi w 1972. Rok później drużyna dotarła do finału coupe du Trône, gdzie przegrała 2-3 z zespołem FUS Rabat. W sezonie 1973/1974 klub zajął 15. miejsce, które oznaczało spadek do 2. ligi. Do GNF 1 zespół powrócił dopiero w 2001. Ostatnie lata to największe sukcesy ekipy z miasta Al-Chamisat. W sezonie 2007/2008 drużyna została wicemistrzem Maroka. Dzięki temu osiągnięciu klub mógł wystąpić w Afrykańskiej Lidze Mistrzów w następnym sezonie. W tychże rozgrywkach zespół najpierw w 1/16 finału pokonał w dwumeczu ghański klub Asante Kotoko Kumasi (1-3, 2-0), jednak w 1/8 finału został wyeliminowany przez kongijski klub TP Mazembe (0-1, 0-0).

## Sukcesy
- Wicemistrzostwo Maroka: 2008
- Finalista Coupe du Trône: 1973
- 1/8 finału Afrykańskiej Ligi Mistrzów: 2009

## Obecny skład
| Nr | Poz. | Piłkarz                    |
| -- | ---- | -------------------------- |
|    | BR   | Issam Badda                |
|    | BR   | Mohamed El Hamdaoui        |
|    | BR   | Driss Bouabid              |
|    | OB   | Said Ait Bahi              |
|    | OB   | Abbdellah Belbakri         |
|    | OB   | Yassine Ouahdi             |
|    | OB   | Noureddine Ait Abdelouahed |
|    | OB   | Mohamed Zaid Fal           |
|    | OB   | Hamadi Zahani              |
|    | OB   | Abdelhak Mehtane           |
|    | PO   | Mohamed Chihani            |

| Nr | Poz. | Piłkarz            |
| -- | ---- | ------------------ |
|    | PO   | Douahi Ouessi      |
|    | PO   | Hassani Tahar      |
|    | PO   | Taoufik Lmrabet    |
|    | PO   | Mehdi El Chehnaoui |
|    | PO   | Amine Karam        |
|    | PO   | Amine Lemzarni     |
|    | NA   | Sionne Keita       |
|    | NA   | Hicham El Fatihi   |
|    | NA   | Said El Hammouni   |
|    | NA   | Adil Fahim         |
|    | NA   | Idriss Belamri     |